# Хоман, Танат
Танат Хоман (тайск. ถนัด คอมันตร์; 9 мая 1914, Бангкок, Таиланд — 3 марта 2016, Пхукет, Таиланд) — таиландский дипломат и государственный деятель, министр иностранных дел Таиланда (1959—1971).

## Биография
Родился в тайского-китайской семье. Его отец был одним из первых подготовленных юристов западного стиля в Таиланде и впоследствии — членом Верховного суда страны. Окончил престижный колледж Успения Девы Марии (Assumption College) в Бангкоке, продолжил свое образование во Франции в лицее Бордо. Выиграв стипендию от Министерства иностранных дел Таиланда, учился на юридических факультетах в Бордо и Париже, а затем — в Институте международных отношений и развития (IHEI) и в Институте политических исследований. В 1940 г. защитил диссертацию в Парижском университете, став доктором права. В своей диссертации рассматривал развитие чувства солидарности в международном сообществе.
Завершив обучение, поступил на государственную службу в МИД Таиланда. Во время Второй мировой войны являлся вторым секретарем посольства в Японии (1941—1943). В этот период было заключено японо-тайское соглашение, которое разрешало Японии и достижения размещение и передвижения по территории Таиланда войск в качестве базы для нападения на военный контингент в Британской Бирме. Вскоре после этого последовало вступления в войну Таиланда на стороне держав «оси». Однако молодой дипломат выступил против фактической оккупации страны, присоединившись к подпольному движению «Свободный Таиланд», поддерживаемому Управлением специальных операций Великобритании и Управлением стратегических служб Соединенных Штатов. В этой связи он был включен в состав секретной делегации в Канди на Цейлоне, где располагалась Объединенное Юго-Восточное командование.
По окончании Второй мировой войны он занимал различные дипломатические посты, в том числе торгового представителя в США и в Индии. В 1950 г. он был назначен председателем Экономической комиссии ООН для Азии и Дальнего Востока (ECAFE) в Нью-Йорке. С 1952 по 1957 г. занимал должность заместителя постоянного представителя Таиланда при Организации Объединенных Наций. Был убежденным антикоммунистом. В 1957—1959 гг. — посол Таиланда в США.
С 1959 по 1971 г. — министр иностранных дел Таиланда. Был назначен премьер-министром Саритом Танаратом, военная администрация которого предприняла масштабные репрессивные меры, связанные с ограничением демократических свобод. В марте 1962 года он подписал совместное американо-тайское коммюнике, в котором США обещали поддержку Таиланду и защиту от любой коммунистической агрессии. Его основные достижения относились к вопросам расширения регионального взаимодействия и сотрудничества. В середине 1960-х гг. он сыграл ключевую роль в посредничестве между конфликтующими Индонезией и Малайзией. Считался представителем так называемой «гольф-дипломатии», приглашая представителей различных государств, чтобы играть в гольф и одновременно решать актуальные проблемы. С его активной деятельностью связывает выбор Бангкока в качестве места создания АСЕАН (Ассоциации государств Юго-Восточной Азии) в августе 1967 г. Был вынужден уйти в отставку после военного переворота в ноябре 1971 г.
Через несколько лет после этого он вернулся в общественно-политическую жизнь страны, став в 1979 г. председателем Демократической партии (до 1982 г.). С 1980 по 1982 год он был заместителем премьер-министра Таиланда в правительстве Према Тинсуланона. В 1982 г. принял решение об окончательном завершении политической карьеры.